# Ummidia salebrosa
Espèce
Synonymes
- Pachylomerus salebrosus Simon, 1892

Ummidia salebrosa est une espèce d'araignées mygalomorphes de la famille des Halonoproctidae.

## Distribution
Cette espèce est endémique de Saint-Vincent à Saint-Vincent-et-les-Grenadines dans les Antilles.

## Description
La femelle holotype mesure 16 mm.

## Systématique et taxinomie
Cette espèce a été décrite sous le protonyme Pachylomerus salebrosus par Simon en 1892. Elle est placée dans le genre Pachylomerides par Strand en 1934 puis dans le genre Ummidia par Roewer en 1955.

## Publication originale
- Simon, 1892 : On the spiders of the island of St. Vincent. Part 1. Proceedings of the Zoological Society of London, vol. 1891, p. 549-575 (texte intégral).